# فوريا
فوريا هي قرية في بلدية سينتولا في مقاطعة سلرنو بمنطقة كمبانية، إيطاليا.